# Matteo da Perugia
Matteo da Perugia (Perusa, (Italia) a mediados del siglo XIV — Milán, 1418, o incluso más tarde), fue un compositor medieval italiano, de los más tardíos cultivadores, junto con Iohannes Ciconia, del estilo Ars subtilior. También fue conocido como Mateo de Perusa (en España) y Matheus de Perusio (en Francia y Alemania).
Fue cantante de la catedral de Milán entre 1402 y 1407 y entre 1414 y 1416. En el periodo intermedio estuvo en la corte del arzobispo de Milán y futuro Papa, Pietro Filargo, en Pavía. Su obra consiste de cinco Glorias, un motete isorrítmico y 23 canciones de formas variadas. Aunque era italiano, escribió varios textos en francés y abrazó las manifestaciones más extremas y artificiales de la escuela virtuosística y rítmicamente compleja de fines del siglo XIV, aunque con más escasez que algunos de sus contemporáneos. 

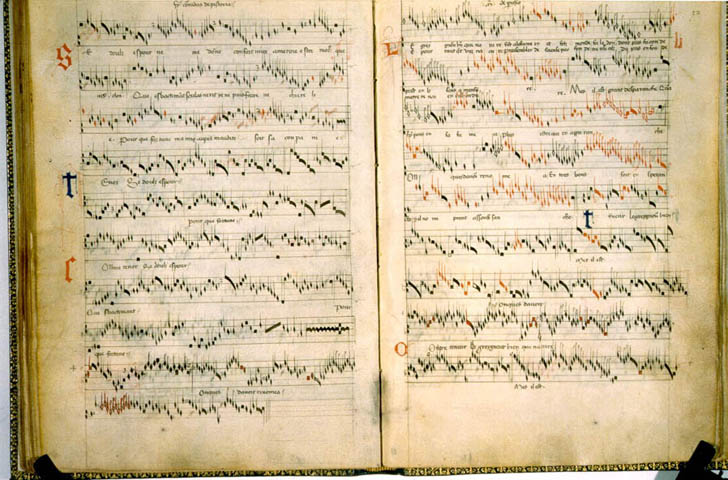
Facsímil de "Le greygnour bien".

Su obra Le greygnour bien, extravagantemente disonante y sincopada, es una de las más extremas e incluso bizarras de ese estilo, y está escrita de manera que usa el máximo número de dispositivos sutiles, tanto de notación como de métrica. Tiene ciertos ductus personales que le caracterizan, como algunas estructuras formales y el uso continuo de la apoyatura y de la quietantia.

## Obras
- Le greygnour bien (balada)
- Le grant desir (balada)
- Se je me plaing (balada)
- Già da rete d'amor (balada italiana para tres voces) 5:57
- Puisque la mort (balada a tres voces, elegía por la muerte de Eleanora de Aragón) 11:36
- Dame que j'aym (virelay)
- Helas avril (virelay a tres voces) 7:50
- Dame souvrayne (virelay)
- Heylas que feray (virelay)
- Gloria: spiritus et alme (sección de misa a cuatro voces, tropo) 5:25
- Gloria (sección de misa canónica a tres voces, en estilo de caccia) 2:09
- Heylas que feray (virelay a tres voces) 6:26
- Ne me chaut (virelay)
- Ave sancta mundi salus - Agnus dei (motete isorrítmico a tres voces, en alabanza de la eucaristía) 3:21
- Láurea martirii - Conlaudanda Est (motete isorrítmico a tres y cuatro voces en alabanza de san Lorenzo) 9:12
- Pour bel acueil (rondó)
- Trover ne puis (rondó a tres voces, en estilo commixtio) 8:27
- Par vou mestuel l'armier (rondó)
- Se pour loyaulment servir o Se pour luajaume ancervier (rondó)
- Andray soulet (canon)

## Discografía
- Perusio: Virelais, Ballades, Caccia. Huelgas Ensemble, dirigido por Paul Van Nevel. Sony Classical Vivarte SK 62928. 1996.

- Helas avril. Conjunto Mala Punica, dirigido por Pedro Memelsdorff. Erato.